# Alois Draxler
Alois Draxler (20. Mai 1815 in Eibiswald – 4. September 1865 in Leibnitz) war ein österreichischer Opernsänger (Bass).

## Leben
Draxler, jüngerer Bruder des Opernsängers Josef Draxler, trat ab 1840 in ähnlichen Rollen wie sein Bruder an Theatern in Österreich (Wiener Staatsoper), Deutschland und der Schweiz auf.